# Anthony Minghella
Anthony Minghella (Otok Wight, 6. siječnja 1954. – London, 18. ožujka 2008.),  britanski filmski redatelj, dramatičar i scenarist.

## Rani život
Minghella je rođen na Otoku Wight u obitelji oca  Talijana/ Škota i majke koja je došla iz Leedsa; podrijetlo joj seže iz Valvorija, malog sela u srednjoj Italiji.
Pohađao je St. John College u Portsmouthu, a diplomirao je na Sveučilištu Hull.

## Karijera
Prvi rad mu je bila produkcija Mobius the Stripper Gabriela Josipovicija iz 1975., ali mu je karijera stagnirala sve do 1985. kad je postavio svoj komad, Whale Music. Redateljski debi ostvario je  Beckettovim djelima Play i Happy Days. Tijekom osamdesetih, radio je na televiziji, kao scenarist dječje dramske serije Grange Hill za BBC. Radio je i na epizodama ITV-ove detektivske drame Inspektor Morse. Njegov komad iz 1986., Made in Bankok, ostvario je veliki uspjeh na londonskom West Endu.
Njegov film iz 1990. Iskreno, ludo, snažno, prikazan je na BBC-u, a onda je doživio i svoje kino izdanje. Kako bi napravio film, odbio je ponudu za režiju još jedne epizode Inspektora Morsea.
1996. je osvojio Oscara za režiju Engleskog pacijenta. 1999. je nominiran za najbolji adaptirani scenarij za film Talentirani gospodin Ripley, a 2003. za Studengoru.
2005. je režirao prijenos stranačkih izbora Laburističke stranke. Kratki film je prikazao  Tonyja Blaira i  Gordona Browna kako rade zajedno, a kritiziran je zbog licemjerja: "Prošlogodišnji prijenos stranačkih izbora Anthonyja Minghelle bio je pun izmišljotina", rekao je Peter Collett, psiholog sa Sveučilišta u Oxfordu. "Kad mi se obraćaš, posvetit ću ti punu pozornost samo ako mislim da imaš puno veći status ili ako te volim. Na tom političkom prijenosu, gledaju jedan u drugog kao ljubavnici. To je u potpunosti lažno."
Minghella je ostvario svoj operni debi režijom  Puccinijeve Madame Butterfly.

## Privatni život
Minghella je bio u braku s honkonškom koreografkinjom Carolyn Choa. Njegov brat, Dominic, je također uspješan scenarist, a njegov sin, Max, je glumac.

### Smrt
Minghella je umro 18. ožujka 2008. u bolnici Charing Cross u Londonu, tjedan nakon operacije raka krajnika i grla. Počast su mu odali nekoliko prijatelja i kolega, glumaca i glumica kao što su Jude Law, Kevin Spacey, Ralph Fiennes i Gwyneth Paltrow. Osim toga, sućut su izrazili i premijer Gordon Brown, John Berry, umjetnički direktor BBC-a Alan Yentob kao i redatelji Sydney Pollack i Lord Puttnam.

## Izabrana filmografija
- 1990. Iskreno, ludo, snažno
- 1993. Mr. Wonderful
- 1996. Engleski pacijent
- 1999. Talentirani gospodin Ripley
- 2000. Play
- 2003. Studengora
- 2006. Provala

## Vanjske poveznice
- Anthony Minghella u internetskoj bazi filmova IMDb-u (engl.)
- Anthony Minghella interview with stv, November 2006[neaktivna poveznica]